# Danio margaritatus
Espèce
Synonymes
- Celestichthys margaritatus Roberts, 2007[1]

Danio margaritatus est une espèce de poissons d'eau douce. L'espèce a été décrite par Tyson Roberts en 2006 en donnant le nom commun de Danio Perlé Celeste. D'autres noms lui sont donnés successivement, en fonction des études sur les rasborins : Rasbora galaxy, Microrasbora galaxy, Celestichthys margaritatus. Finalement, un remaniement du groupe des rasborins le voit transféré en Danio margaritatus.

## Description

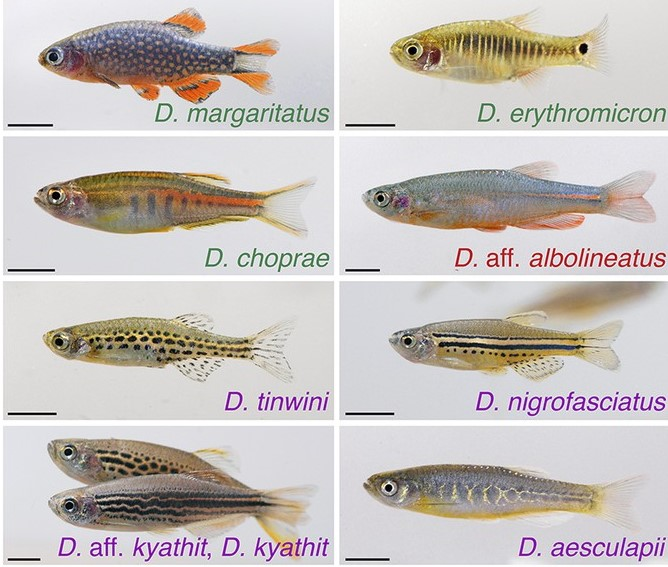
9 danio dont Danio margaritatus

La livrée de ces poissons est très colorée :
- le corps est bleu foncé (femelle) ou bleu métallisé (mâle) avec des taches rondes, ovoïdes de coloration jaunâtre ;
- les nageoires pectorales sont presque incolores ;
- les nageoires pelviennes, anale et dorsale sont parcourues par deux bandes noires entouré par un rouge nettement plus marqué chez le mâle ;
- la nageoire caudale est séparée en deux parties avec de chaque côté deux bandes entourant un trait rouge avec au milieu de la nageoire une transparence rougeâtre.

## Dimorphisme sexuel
La femelle est nettement moins colorée que le mâle avec un corps plus jaune et un bleu plus sombre. Les nageoires sont plus transparentes avec des pelviennes incolores. Le corps est également plus arrondi.

## Fiche de maintenance détaillée
- Qualité de l'eau :
- température en milieu naturel : 20 à 24 °C
- Dureté : 3 à 10 KH
- pH : 6,5 - 8 (préféremment un petit peu alcaline)
- Cohabitation et comportement : Yunnanilus spec. orange / Yunnanilus spec. rosy. (famille Balitoridae)
- Excellent comportement intraspécifique et interspécifique. Quelques parades d'intimidation entre mâles qui nagent toutes nageoires déployées.
- Alimentation et nourriture : Danio margaritatus est omnivore avec la nécessité d'une fraction végétale et l'apport d'une nourriture fraîche de petites tailles pourrait favoriser la ponte. Dans son milieu naturel, il est insectivore.
- Conseils supplémentaires : Il peut être maintenu dans un aquarium d'une soixantaine de litres minimum mais en groupe d'au moins 8 individus car c'est un animal grégaire qui a besoin de la présence de nombreux congénères pour être rassuré.

## Protocole d'élevage et reproduction
Réalisé par quelques aquariophiles. Un ou plusieurs mâles paradent devant la femelle. Puis ils entraînent celle-ci vers le lieu de ponte qui peut être une plante, mousse de Java, ou une mop. Après expulsion des œufs par la femelle, les mâles aspergent ceux-ci de sperme. La ponte est connue pour libérer une trentaine d'œufs. Les œufs éclosent en 3 à 4 jours à 24,4 °C. La nage libre intervient en quelques heures. Les alevins grandissent rapidement avec un apport de nourriture adapté. Les alevins seront nourris avec une micro nourriture vivante (micro vers, etc.) ou sèche si elle est acceptée. La livrée adulte typique des parents du Microrasbora galaxy apparaît après 12 semaines. La reproduction en bac spécifique évite aux œufs d'être dévorés par les prédateurs.